# Victor Auzat
 (janvier 2018).
Jean, François, Victor Auzat, entomologiste français est né en 1865 à Saint-Germain-Lembron et décédé le 27 septembre 1939 à Le Raincy. Il était connu comme un histéridologue (spécialiste des Histeridae). Malgré ses prouesses scientifiques, celui-ci n'avait pas pu achever son œuvre intitulée "les Histeridae gallo-rhénans" et la mort l'emporta en septembre 1939.

## Biographie
Victor Auzat naît le 3 janvier 1865 à 9 heures en la commune de Saint-Germain-Lembron (Puy-de-Dôme). Son père est géomètre et sa mère femme au foyer. 
Le 1er septembre 1880, Victor Auzat est reçu à l'École normale d'Instituteur de Clermont-Ferrand. Il en sort trois ans plus tard nanti du brevet supérieur et premier de sa promotion.
Il est instituteur à l'école primaire de la Halle-aux-Toiles de Clermont-Ferrand jusqu'en 1885. En 1886, il est reçu au baccalauréat ès-sciences puis il prend un congé pour convenances personnelles à Paris où il obtient sa licence ès-sciences naturelles en octobre 1890. Il devient maître répétiteur au collège de Meaux puis maître répétiteur de deuxième classe au lycée d'Orléans le 23 juillet 1891. Il sera ensuite répétiteur au lycée Janson-de-Sailly (1892) puis au lycée Saint-Louis (1894) pour être enfin nommé professeur adjoint au collège Rollin, aujourd'hui lycée Jacques Decour, le 4 février 1899 où il demeure jusqu'à sa retraite, le 2 janvier 1930.
En 1894, il s'inscrit à la faculté de médecine de Paris, où il obtient le grade de docteur en médecine en 1903.
Il se marie le 28 novembre 1911 à Thorigny-sur-Marne avec Jeanne Marie Mazade, et reconnaît alors quatre de ses enfants (Louise, Jean, Simonne et Pierre). Louis, son dernier fils, naît au Raincy le 25 septembre 1912.
Il habitait à Paris dans le 9e arrondissement au 12, avenue Trudaine, à côté de la butte Montmartre. Cette rue abrite le lycée Jacques Decour anciennement collège Rollin où fut mentionnée, lors de la distribution des prix du 30 juillet 1912, la liste des professeurs adjoints et répétiteurs parmi lesquels figurait le docteur Auzat.
En 1995, une enquête apprit à Yves Gomy que Victor Auzat était mort au Raincy où se trouvait le caveau de famille. Il s'avère que Victor Auzat avait deux fils qui étaient vivants lors des recherches.

## L'entomologiste
Victor Auzat fut présenté à la Société entomologique de France par J. Clermont au cours de la séance du 26 octobre 1904. Il fut admis avec pour spécialisation «les Coléoptères gallo-rhénans». Il publie sa première note à l'âge de 50 ans. Victor Auzat publia un total de vingt-huit notes, consacrées à la faune de France et surtout aux Histeridae. Sa collection, acquise par Jean Thérond, se trouve maintenant au laboratoire d'entomologie du Muséum national d'histoire naturelle à Paris.

## Son œuvre
Outre les publications évoquées plus haut dont on peut trouver le détail dans l'article que lui a consacré Yves Gomy, son œuvre majeure fut sans conteste les Histeridae gallo-rhénans. L'édition imprimée s'arrête page 162 sur la description de Saprinus subnitidus (Marseul). Des recherches ont été effectuées en vain pour trouver la suite.

## Récompenses et distinctions
- Nommé  Chevalier de l'ordre du Mérite agricole (1907) pour "d'intéressants et utiles travaux sur une maladie de la betterave, peu ou mal connue avant lui"[1].
- Victor Auzat a reçu le prix Jean Dollfus de la Société entomologique de France en 1927 pour: "Les Histeridae gallo-rhénans" [2].

## Taxa
Victor Auzat décrivit six espèces:
- Gnathoncus buyssoni, 1917: 184.
- Hister capsirensis, 1922b: 57.
- Gnathoncus cerberus, 1923b: 145.
- Saprinus desbordesi, 1916: 132 = (Saprinus (Phaonius) viridipennis Lewis, 1901. (Dahlgren, 1967: 220)
- Pachylopus fochi, 1921: 191 =  Hypocaccus fochi (Auzat).(Reichardt, 1926b).
- Saprinus pseudofiguratus, 1920: 3 =  Saprinus sinaiticus Crotch, 1871. (Reichardt, 1941: 246).

30 notes sur les variétés et aberrations concernant les Histeridae.
Liste des taxa dédiés à Victor Auzat:
- Carabus hispanus var. auzati Le Moult, 1912.
- Saprinus auzati Desbordes, 1917 = Euspilotus (Hesperosaprinus) flaviclava (Marseul, 1870).
- Gnathoncus nidicola var auzati Pic, 1918.
- Hister uncinatus ab.auzati Paulian, 1932.